# Acinonyx jubatus soemmeringii
Il ghepardo centrafricano (Acinonyx jubatus soemmeringii (Fitzinger, 1855)), noto anche come ghepardo dell'Africa nord-orientale o ghepardo del Sudan, è una sottospecie di ghepardo che abita zone dell'Africa centrale e nord-orientale, il suo areale coincide in gran parte con la savana sudanese orientale.

## Descrizione
È una sottospecie di grandi dimensioni, simile ai ghepardi dell'Africa orientale e meridionale, ma leggermente più piccolo, di colorazione più scura e con pelo più sottile. Raggiunge una lunghezza, esclusa la coda, di 110-140 cm; un'altezza al garrese che si aggira tra i 50 e gli 85 cm e un peso di circa 40-60 kg.

## Biologia
Il comportamento di questa sottospecie è poco studiato, ma si ritiene che sia simile a quello dei ghepardi dell'Africa orientale. Le femmine conducono una vita solitaria, mentre i maschi possono occasionalmente formare delle coalizioni fra di loro. La gestazione dura circa 90-95 giorni e al suo termine nascono in genere tra 3 e 6 cuccioli, i quali trascorrono con la madre 13-20 mesi circa; la speranza di vita in natura si aggira intorno ai 10 anni. Preda gazzelle di Grant, gazzelle di Soemmerring, lepri del Capo, numididi e occasionalmente animali di taglia maggiore come alcelafi, zebre di pianura e struzzi.

## Habitat e distribuzione
Abita praterie e zone semi-aride dell'Africa centrale e nord-orientale; è riscontrabile in Repubblica Centrafricana, Ciad, Etiopia, Eritrea, Gibuti, Egitto, Somalia e Sudan.

## Conservazione
Il suo status non è stato valutato dalla IUCN, ma è minacciato dal bracconaggio, dalla caccia, dal traffico illegale di selvaggina, dalla distruzione dell'habitat e dalla diminuzione del numero di prede.